# Вандевордт, Мартен
Ма́ртен Вандево́рдт (нидерл. Maarten Vandevoordt; родился 26 февраля 2002) — бельгийский футболист, вратарь клуба «РБ Лейпциг».

## Клубная карьера
Уроженец Синт-Трёйдена, Мартен выступал за молодёжные команды «Брюстема», «Синт-Трёйдена» и «Генка». 24 сентября 2019 года дебютировал в основном составе «Генка» в матче Кубка Бельгии против «Ронсе». 7 декабря 2019 года дебютировал в матче высшего дивизиона чемпионата Бельгии против клуба «Серкль Брюгге», пропустив в свои ворота два мяча.
10 декабря 2019 года Вандеворт дебютировал в Лиге чемпионов УЕФА, выйдя в стартовом составе «Генка» на матч против «Наполи». В той игре он пропустил четыре мяча в свои ворота. Мартен стал самым молодым вратарём в истории турнира (ему было 17 лет и 287 дней), побив рекорд, ранее принадлежавший Миле Свилару.
12 апреля 2022 года было объявлено что Вандервордт перейдет в РБ Лейпциг в 2024 году. Контракт подписан до 2029 года

## Карьера в сборной
Выступал за сборные Бельгии до 15, до 16, до 17, до 19 лет и до 21 года.